# Staples, Minnesota
Staples är en ort i Todd County, och Wadena County, i Minnesota. Vid 2020 års folkräkning hade Staples 2 989 invånare.